# Grauers
Grauers är ett släktnamn som har ett hundratal bärare i Sverige. Ursprungligen härstammar släkten från Tyskland. Stamfadern var mästersmeden Ernst Christoph Grauers (1675-1759) från Helstorf i Hannover. Dennes sonson Johann Heinrich (1773-1809) var klockare i Kirchrode, Hannover och hans son fabrikören Johann Heinrich Wilhelm (1806-1874)  kom till Sverige 1829 och gifte sig med Fredrika Weurlander (1803-1891) från Helsingfors.

## Kända släktmedlemmar
- Folke Grauers, professor
- Henning Grauers, borgmästare
  - Allan Grauers, länsåklagare
  - Einar Grauers, disponent
  - Ingvar Grauers, ambassadör
  - Nils Grauers, chefsåklagare
- Hugo Grauers, chalmersrektor
- Märta Grauers, musiker och låtskrivare
- Stig Grauers, riksdagsman
- Sven Grauers, professor